# ۲۷۰ (قمری)
۲۷۰ (قمری)، دویست و هفتادمین سال در گاهشماری هجری قمری است. اول محرم این سال برابر با پانزدهم ژوئیه سال ۸۸۳ میلادی است.

## رویدادها
- رجب - با مرگ داعی کبیر در سوم رجب، برادرش محمد به نام داعی صغیر جای او را گرفت.
- جستان سوم پادشاه دیلمان با داعی صغیر بیعت کرد.

## درگذشتگان
- ۳ رجب - داعی کبیر